# II. Ferenc nápoly–szicíliai király
II. Ferenc (Francesco d’Assisi Maria Leopoldo di Borbone–Due Sicilie) (Nápoly, 1836. január 16. – Arco, Olaszország, 1894. december 27.); a nápolyi Bourbon-házból származó nápoly–szicíliai királyi herceg, a Két Szicília Királyságának utolsó királya 1859-től 1861-ig. Házassága révén Erzsébet császárné és Ferenc József császár sógora.

## Élete

### Származása
Édesapja a Bourbon-ház nápoly–szicíliai ágából való II. Ferdinánd nápoly–szicíliai király (1810–1859) volt, Ferenc nápoly–szicíliai trónörökös herceg (1777–1830), a későbbi I. Ferenc király, és a Bourbon-ház spanyol ágából való Mária Izabella spanyol infánsnő (1789–1848) fia.
Édesanyja Ferdinánd első felesége, a Savoyai-házból való Mária Krisztina hercegnő (1812–1836) volt, I. Viktor Emánuel szárd–piemonti király (1759–1824) és Habsburg–Estei Mária Terézia Johanna főhercegnő (1773–1832) legifjabb leánya.
Ferenc herceg szüleinek egyetlen fia volt. Édesanyja az ő születése után két héttel meghalt.
Féltestvérei apjának második házasságából, amelyet 1837-ben Mária Terézia Izabella osztrák főhercegnővel (1816–1867), tescheni hercegnővel, Károly főherceg (1771–1847) leányával, I. Ferdinánd osztrák császár unokanővérével kötött:
A második házasságból 12 gyermek született, közülük nyolcan érték meg a felnőttkort (rangjuk szerint nápoly–szicíliai királyi hercegek és hercegnők):
1. Lajos Mária (Luigi Maria, 1838–1886), Trani grófja, aki Wittelsbach-i Matilda Ludovika bajor hercegnőt (Herzogin Mathilde Ludovika in Bayern, 1843–1925), Erzsébet császárné húgát vette feleségül.
2. Albert (Alberto, 1839–1844), Castro-Giovanni grófja, kisgyermekként meghalt.
3. Alfonz Mária József (Alfonso Maria Giuseppe, 1841–1934), Caserta grófja, aki Mária Antonietta Jozefa (Guiseppa) nápoly–szicíliai Bourbon-hercegnőt vette feleségül.
4. Mária Annunciáta Izabella (1843–1871), Károly Lajos főherceg (1833–1896) második felesége, Ferenc Ferdinánd trónörökös anyja.
5. Mária Immakuláta Klementina (1844–1899), aki Károly Szalvátor főherceghez (1839–1912) ment feleségül.
6. Kajetán Mária (Gaetano Maria, 1846–1871), Girgenti hercege, aki Mária Izabella spanyol infánsnőt vette feleségül, és megkapta az infánsi címet.
7. József Mária (Giuseppe Maria, 1848–1851), Lucero hercege, kisgyermekként meghalt.
8. Mária Pia (Maria Pia della Grazia, (1849–1882), aki I. Róbert Bourbon–parmai herceghez (1848–1907), Parma utolsó uralkodó hercegéhez ment feleségül.
9. Vincent Mária (Vincenzo Maria, 1851–1854), Melazzo grófja, kisgyermekként meghalt.
10. Paszkál Mária (Pasquale Maria, 1852–1904), Bari grófja, aki a francia Blanche de Marconnay-t vette feleségül (rangon aluli házasságban).
11. Mária Lujza Immakuláta (Maria Luisa Immacolata) (1855–1874), aki Henrik (Enrico) parmai Bourbon herceghez (1851–1905) ment feleségül.
12. Gennaro (1857-1867), Caltagirone grófja, kisgyermekként meghalt.

A félénk, gyanakvó Ferenc nemigen tudta keresztülvinni akaratát sem állami, sem családi ügyekben. Ez az elhanyagolt oktatására vezethető vissza.

### Uralkodása
Trónra lépését, 1859. május 22-ét követően II. Ferenc király visszautasította Cavour szárd miniszterelnök javaslatát, hogy országa a Szárd–Piemonti Királysággal együtt lépjen hadba az Osztrák Császárság ellen. A király – megrettenve Giuseppe Garibaldi és az „ezrek” szicíliai partraszállásától – 1860 májusában, III. Napóleon tanácsára hallgatva engedett a liberálisok követeléseinek, és 1860. június 25-én visszaállította az 1848-as alkotmányt, biztosította a sajtószabadságot, valamint új választásokat ígért.
A Bourbon-monarchiát azonban már ez sem tudta megmenteni. Október 1-jén és 2-án a Volturno folyónál a királyi haderő vereséget szenvedett Garibaldi felkelő csapataitól, akit magyar önkéntesek is támogattak. Az 1860. október 21–22-én megtartott népszavazás megfosztotta trónjától II. Ferencet, aki a piemontiak gaetai győzelme (1861. február 13.) után Rómába vonult vissza, IX. Piusz pápa vendégeként. 1870-ben, amikor az olasz csapatok Rómát is elfoglalták, Párizsba költözött át.

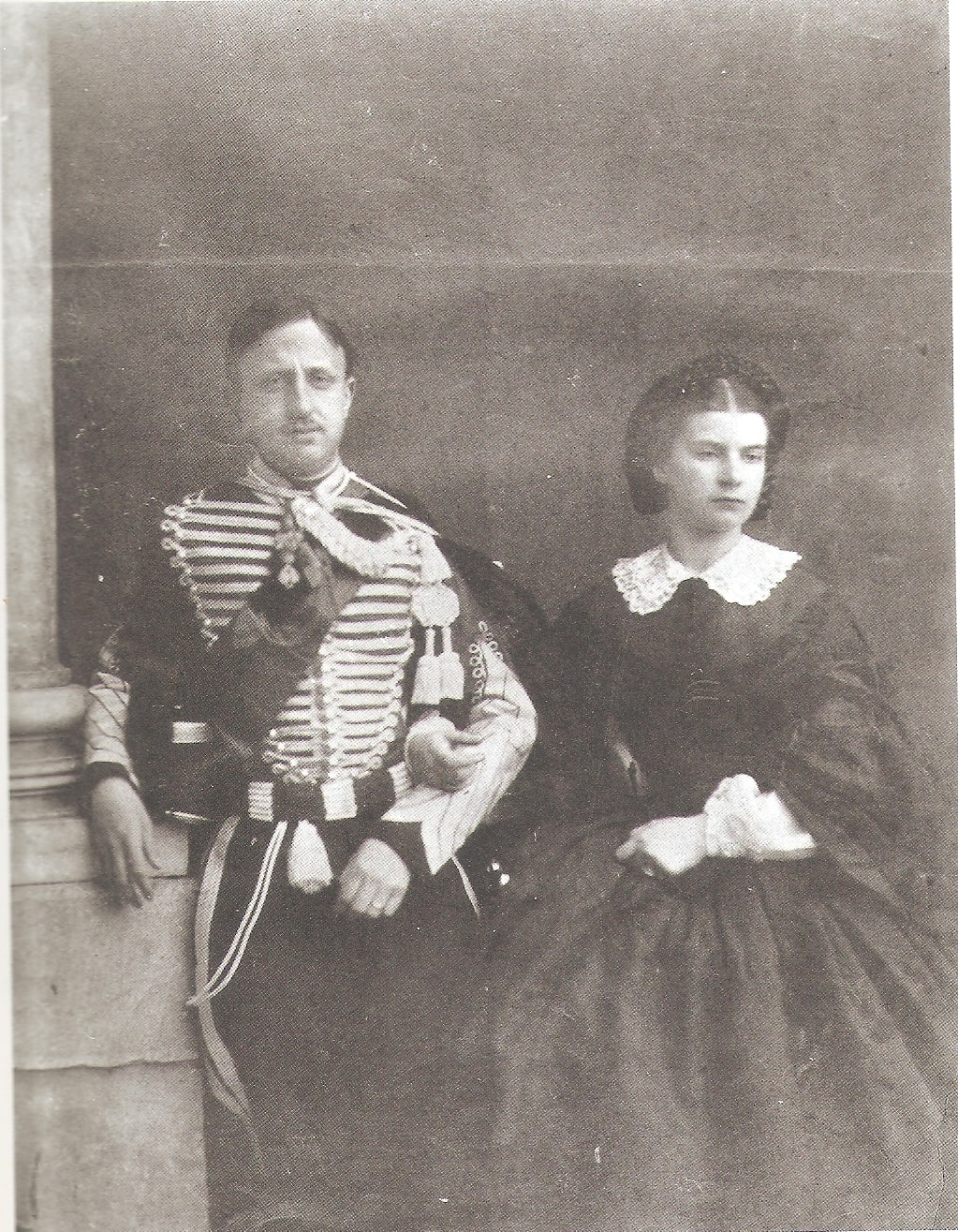
II. Ferenc és felesége, Mária Zsófia (fénykép 1860 körül).

## Házassága
Ferenc még trónörökös hercegként 1859. február 3-án Bariban feleségül vette Mária Zsófia bajor hercegnőt (1841–1925), Miksa József bajor herceg és Mária Ludovika Vilma bajor királyi hercegnő leányát, Erzsébet császárné húgát, Matilda bajor hercegnő nővérét. (Matilda hercegnő Ferenc féltestvérének, Lajos Mária nápoly–szicíliai királyi hercegnek, Trani grófjának (1838–1886) felesége, Ferenc herceg sógornője volt).
Ferenc fitymaszűkületben szenvedett, emiatt a házasságot egy évtizeden át el sem hálták. A római száműzetés idején a miszticizmusra hajlamos Ferenc el is hanyagolta feleségét, aki titkos viszonyba keveredett a Svájci Gárda egyik belga tisztjével, Armand de Lawayss gróffal. Mária Zsófia királyné teherbe esett, az augsburgi Szent Orsolya kolostorban teljes titokban egy leánygyermeket szült, akit nyomban átadtak az apa családjának. Egy évvel később, saját családtagjainak tanácsára mégis bevallotta férjének a viszonyt és annak következményét. Ferenc, aki maga is felelősséget érzett a történtekért, megbocsátott feleségének, sőt végre alávetette magát a szükséges műtétnek.

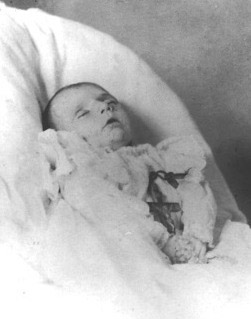
Mária Krisztina Pia hercegnő a ravatalon

Később, már számkivetésben élve, a házaspár kapcsolata normalizálódott. Házasságuk 11. évében, 1869. december 24-én megszületett II. Ferenc és Mária Zsófia első közös gyermeke, Mária Krisztina Pia királyi hercegnő. Éppen nagynénjének, Erzsébet császárnénak születésnapján jött a világra, a szülők Erzsébetet kérték fel keresztanyának. A kislány azonban csak 3 hónapig élt, 1870. március 28-án meghalt. Szüleinek nem született több gyermekük.

## Számkivetésben
Az Olasz Királyság elkobozta a Bourbon-ház minden ingó és ingatlan vagyonát, ezért a lemondott Ferenc életének utolsó évtizedeit szerény körülmények között élte Párizsban. A Nápoly–Szicília Királyság trónjáról azonban sohasem mondott le. II. Viktor Emánuel király megbízottai több ajánlatot is tettek neki, jelentős összeget kínálva lemondó nyilatkozatáért, de Ferenc minden alkalommal visszautasította őket, mondván „A becsületem nem eladó.” („Il mio onore non è in vendita”.)
1870-ben felesége, Mária Zsófia megvásárolta bátyjától, Lajos bajor hercegtől a Starnbergi-tónál fekvő Garatshausen kastélyt, ettől kezdve gyakran itt laktak. A teleket a dél-tiroli Arcóban töltötték, Ferenc itt hunyt el 1894. december 27-én, átmenetileg itt is temették el.
Felesége, Mária Zsófia királyné három évtizeddel élte túl férjét. Halála után koporsóját Münchenből Rómába szállították, férjének földi maradványait Arcóból hozták ugyanide, mindkettőjüket a Via Giulián álló Nápolyi Szent Lélek-templomban (Chiesa dello Spirito Santo dei Napoletani) temették el. Ferenc király halálának 90. évfordulóján, 1984-ben mindkettőjük földi maradványait visszahozták Nápolyba, és a Bourbon királyok temetkezőhelyén, Santa Chiara bazilika kriptájában helyezték őket örök nyugovóra.

## Külső hivatkozások
- Családi, életrajzi adatai (ThePeerage)